# Сушкины
Сушкины — купцы 1-й гильдии, основатели Городского общественного банка «И. Д. Сушкина сыновья» в Туле.

## Биография
В начале и середине XIX века купцам Сушкиным в Туле принадлежала щетинная фабрика, которая производила сортированную щетину. Она приносила ощутимый доход в размере тысяч рублей ежегодно. Главой семьи Сушкиных был Денис Осипович Сушкин. Он и его сыновья торговали на Санкт-Петербургской бирже. К начале XIX века он вытеснил с рынка своих конкурентов — других тульских купцов.
В начале XVIII века братья Сушкины жили в районе Павшинской слободы на улице Коминтерна, 4. Их усадьба частично сохранилась — особняк признан памятником истории и культуры регионального значения.
Женой Ивана Денисовича Сушкина — сына Дениса Осиповича Сушкина, была Феодосия Петровна. У них было несколько сыновей, один из которых — Михаил Сушкин, родился 17 октября 1820 года. Иван Денисович и Феодосия Петровна были набожными людьми, а Денис Иосипович — раскольником, из-за чего отношения между двумя поколениями семьи были сложными.
Михаил Сушкин помогал отцу в его торговых делах, активно принимал участие в общественной жизни города, отличался привлекательной внешностью. В конце 1840-х годов среди тульской купеческой молодежи возник интерес к монашеству, появилась целая компания молодых людей, включая Михаила, решивших идти на Афон. Иван Денисович долго не хотел отпускать Михаила, но согласился, при условии, что тот вернется домой.
В декабре 1849 года Иван Денисович Сушкин решил участвовать в выборах на пост главы Тулы и в итоге стал градоначальником.
3 ноября 1851 года Михаил Иванович прибыл на Святую Гору и внезапно заболел. Через 24 дня был пострижен в схимонашество, тогда его состояние оценивалось как безнадежное, но внезапно он выздоровел, став первым русским настоятелем Пантелеимоновского монастыря.
В 1869 году другие его братья — купцы 1-й гильдии братья Сушкины — Иван, Василий и Петр, обратились в городскую думу Тулы. Они просили разрешить им основать Городской общественный банк «И. Д. Сушкина сыновья». Их отец, Иван Денисович Сушкин, был почётным гражданином Тулы и известным купцом. Он внес 10 тысяч рублей на уставной капитал. Банкиры заявляли, что готовы помогать детским приютам, учебным заведениям. Городские власти обещали братьям, что установят низкие налоги на обороты работы их банка.
Городской общественный банк «И. Д. Сушкина сыновья» открылся в 1871 году. Иван Сушкин стал пожизненным директором распорядителем. Петр Сушкин стал товарищем (заместителем) директора. В составе правления были купцы города. Вначале банкиры получали очень хорошую прибыль со своего предприятия. Вместе с этим, братья не выполняли свои обещания, игнорируя помощь сиротам и профессиональным училищам, присваивая деньги, которые могли бы пойти на помощь нуждающимся. О происходящем писали в газетах: «Тульских губернских ведомостях», «Московском листке», «Новом времени».
20 июля 1875 года Михаил Сушкин (отец Макарий) был избран игуменом Пантелеимоновского монастыря.

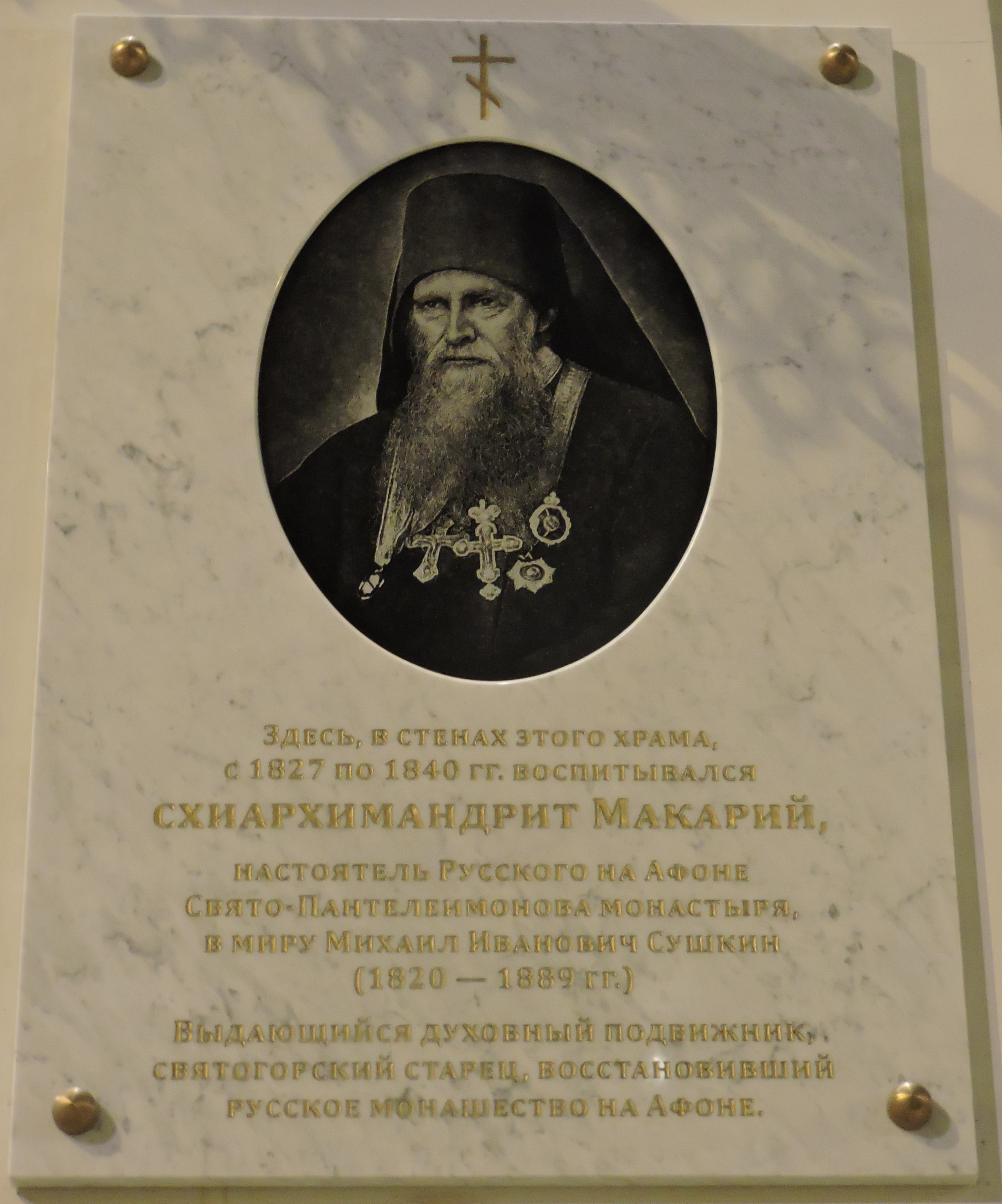
Схиархимандрит Макарий (Сушкин)

Из-за экономического спада, наступившего в 1880-х годах усилилась безработица во всей Российской империи, это затронуло и Тулу. Многие вкладчики стали снимать свои деньги с банковских счетов. К осени 1884 года вкладчики сняли все наличные деньги. В банке находилось множество чеков и просроченных векселей. Ревизионная комиссия выяснила, что братья Сушкины выписывали на себя кредиты, была обнаружена недостача в миллион рублей. Также при проверках выяснили, что банкиры Сушкины учитывали векселя своих родственников, фабрикантов Николая и Александра Сушкиных на 100 тысяч рублей, хотя те уже на тот момент продали свои предприятия. Доходы, полученные братьями Сушкиными, были направлены на покупку имений в Ефремовском и Одоевском уездах, завели ферму с сотнями голов породистого скота.
Гласный городской думы и основатель Тульского патронного завода, Гилленшмидт внес предложений о том, что растрату можно покрыть, если взять субсидию из Государственного банка. Летом 1886 года Тульский окружной суд признал банк Сушкиных несостоятельным. В заседании участвовал юрист Федор Плевако, который представлял интересы города. Сумма иска была равно 1,8 миллионам рублей. В сложившейся ситуации сильно пострадали клиенты банка — фирма братьев Васильковых перестала работать, из-за чего безработными оказались множество людей. Пошатнулась деятельность самоварщиков купцов Лялиных.
Михаил Иванович Сушкин умер 19 июня 1889 года.
Сами купцы Сушкины во время судебного дела, перевели свои деньги на счета родственников, и продолжали заниматься торговлей и ростовщичеством. Весной 1890 года Московская судебная палата вынесла обвинительный приговор купцам, причастным к махинациям. Братьев Сушкиных осудили на административную ссылку на шесть лет в Томскую губернию. Прибыв туда, они записались в мещане и продолжили торговать. В 1895 году им разрешили покинуть Сибирь.